# Rocca di Fregiano
La rocca di Fregiano (conosciuta anche come Castel Sereno) è una fortificazione in rovina nella parte settentrionale del territorio comunale di Sorano (GR), a sud-ovest della frazione di San Valentino.

## Storia
La fortificazione sorse durante il periodo medievale su uno sperone di tufo, in posizione dominante rispetto alle vallate che solcano l'area del tufo nel territorio soranese.
Nel corso del tempo, la posizione strategica di ubicazione della fortificazione determinò varie contese tra i signori locali, gli Ottieri e i Baschi, oltre a essere al centro delle mire espansionistiche del comune di Orvieto.
Le varie lotte per il controllo della rocca portarono a un suo abbandono definitivo in epoca rinascimentale, quasi certamente a conclusione di un assedio che arrecò ingenti danni alla struttura.

## Descrizione
Rimangono solo alcuni ruderi, oramai quasi completamente nascosti dalla fitta vegetazione. È ben identificabile una struttura a sezione quadrangolare, rivestita in conci di tufo, che costituiva la torre di avvistamento, dove sono visibili alcune feritoie ad altezza diversa; la parte sommitale è oramai completamente crollata.